# Mashiroiro Symphony
Mashiroiro Symphony: Love is pure white (яп. ましろ色シンフォニー -Love is pure white ) — японский визуальный роман, созданный компанией Palette. Роман был выпущен 30 октября 2009 года в Японии для операционной системы Microsoft Windows. Mashiroiro Symphony является девятой игрой, разработанной Palette. Сюжет игры разветвляется в зависимости от принятых игроком решений, а история фокусируется на завязывании романтических отношений с одной из четырёх главных героинь. Футаго Минадзуки на основе игры создал три манги, которые были опубликованы в журнале Comp Ace издательства Kadokawa Shoten. Четыре радиопьесы под названием Mashiroiro Symphony Original Drama CD Series были изданы компанией Lantis в 2010 году. 12-серийное аниме, созданное студией Manglobe было показано в Японии в октябре-декабре 2011 года.

## Геймплей

Протагонист Синго разговаривает с Айри и Сакуно.

Геймплей игры не требует от игрока большого взаимодействия, так как основу игрового времени занимает чтение появляющегося в нижней части экрана текста, который представляет собой диалог между персонажами или внутренние мысли главного героя. В определённые моменты игроку даётся возможность выбора одного из нескольких вариантов. В зависимости от принятого решения сюжет пойдёт в определённом направлении. Всего в оригинальной игре четыре сюжетных линии для каждой из четырёх героинь. В версии игры для PlayStation Portable сценарий был дополнен сюжетными линиями для ещё двух героинь. Чтобы пройти игру полностью, необходимо переиграть несколько раз, принимая разные решения для продвижения сюжета в ином направлении.

## Сюжет
Сюжет разворачивается в вымышленном городе под названием Кагамидай (яп. 各務台), который поделён на два района: Старый район (яп. 旧市街 Кю:-сигай) (состоящий в основном из традиционной застройки и населённый богатыми семьями) и Новый район (яп. 新市街 Син-сигай) (здесь проживает рабочий класс). В городе также располагаются две частные школы, которые в будущем планируется объединить: Частная женская академия Юихимэ (яп. 私立結姫女子学園 Сирицу Юихимэ Дзёси Гакуэн) и Частная академия Кагамидай (яп. 私立各務台学園 Сирицу Кагамидай Гакуэн) (в которой введено совместное обучение, и которую посещает Синго, главный герой истории). Перед объединением из обеих школ было выбрано несколько учеников, которые будут учиться в специальном классе, созданном в академии Юихимэ, однако некоторые ученицы женской школы упорно противостоят такому нововведению.

## Список персонажей
Синго Урю (яп. 瓜生 新吾 Урю: Синго) — Главный герои истории, ученик второго класса академии Кагамидай. Очень трудолюбивый и добрый молодой человек. Он был выбран для испытательного перевода в женскую академию Юихимэ. Позднее стал представителем класса. Ему быстро удаётся подружиться с несколькими девушками в академии, хотя Айри не желает видеть его и других мальчиков в женской академии. В детстве у него была астма. Его родители редко бывают дома по причине сильной занятости.
Сэйю: Такахиро Мидзусима
Айри Сэна (яп. 瀬名 愛理 Сэна Айри) — Ученица второго класса академии Юихимэ, дочь директора академии. Имеет наиболее высокую успеваемость среди других учеников. Поначалу она была против объединения двух школ и не признавала мальчиков из академии Кагамидай, но несколько недель спустя начала ладить с ними. Она была выбрана представителем класса вместе с Синго. Она родилась и выросла в Старом районе, но в настоящее время живёт в небольшой квартире в Новом районе. Она живёт обычной жизнью и часто ходит за продуктами в местный супермаркет Kume Mart.
Сэйю: Рёко Оно
Сакуно Урю (яп. 瓜生 桜乃 Урю: Сакуно) — Сводная сестра Синго, ученица первого класса академии Кагамидай. Её отец женился на матери Синго около десяти лет назад. Тихая и спокойна девушка, очень хорошо готовит, однако легко может заблудиться. Она была выбрана для перевода в академию Юихимэ вместе с братом. Однажды ночью она встретила Айри и стала её близкой подругой. Как и Айри, Сакуно часто ходит в Kume Mart. Она самая младшая среди других женских персонажей.
Сэйю: Май Гото
Анджелина Нанацу Сьюэлл (яп. アンジェリーナ・菜夏・シーウェル Андзэри:на Нанацу Си:эру) — Ученица второго класса академии Юихимэ. В отличие от одноклассниц, она вместо школьной формы всегда носит униформу горничной. Считает себя «заблудшей горничной» (яп. 野良メイド нора мэидо) и хочет в будущем найти себе хозяина. Она в одном классе с Синго и всегда старается помогать другим ученикам по мере возможности. Её отец — японец, а мать — англичанка, но так как Анджелина родилась и выросла в Японии, то разговаривает она только на японском. Жизнерадостная девушка, хорошо готовит и убирает, но не преуспевает в английском языке и математике. Позднее становится горничной Синго и начинает обращаться к нему «хозяин» (яп. 旦那さま данна-сама).
Сэйю: Ома Итимура
Миу Амаха (яп. 天羽 みう Амаха Миу) — Ученица третьего класса академии Юихимэ. Она живёт неподалёку от школы вместе с матерью и двумя кошками. Она основатель и президент Кошачьего клуба (яп. ぬこ部 нукобу), созданного с целью заботы о животных. Она подрабатывает в кафе, а вырученные деньги тратит на деятельность клуба; клуб не финансируется из бюджета школы, так как он официально не признан. Очень добра по отношению к Синго, которого любит.
Сэйю: Норико Рикимару
Сана Инуи (яп. 乾 紗凪 Инуи Сана) — Ученица второго класса академии Юихимэ, подруга детства Айри. В оригинальной игре её отведена роль второстепенного персонажа как подруги Миу, тогда как в PSP-версии она уже является основным персонажем, в итоге «совмещая» обе эти роли в аниме-экранизации. Она очень хорошо относится к Миу и также состоит в Кошачьем клубе. Поначалу хорошо относится к мальчикам из академии Кагамидай, однако позднее резко меняет своё отношение на противоположное, потому что на самом деле ей не нравятся мальчики. Особенно она не любит Синго и часто называет его «кудзу-муси» (яп. クズムシ, букв. «мусорный червяк»).
Сэйю: Маюми Ёсида
Юцуки Ономия (яп. 小野宮 結月 Ономия Юцуки) — Персонаж, появляющийся только в PSP-версии игры. Ученица второго класса академии Юихимэ. Состоит в драматическом кружке. Хорошо готовит, но не очень хорошо убирает. Юцуки живёт в святыне со своими родителями и бабушкой. В аниме она появляется только в последней серии.
Сэйю: Хироко Тагути

### Второстепенные персонажи
Хаята Мукунаси (яп. 椋梨 隼太 Мукунаси Хаята) — Ученик второго класса академии Кагамидай, хороший друг Синго. Президент школьного совета академии Кагамидай. Он вместе с Синго был переведён в школу Юихимэ, где занял должность вице-президента школьного совета. У него есть невеста.
Сэйю: Тацухиса Судзуки
Ранка Сэна (яп. 瀬名 蘭華 Сэна Ранка) — Мать Айри и директор академии Юихимэ. Очень популярна среди учеников. Она развелась с мужем около 10 лет назад.
Сэйю: Харуми Сакураи
Мати Яцудзука (яп. 八塚 万智 Яцудзука Мати) — Учительница, преподающая японский язык в академии Юихимэ. 29-летняя одинокая женщина, желающая как можно скорее выйти замуж. Робкая, не очень хорошо умеет разговаривать с молодыми мужчинами, но втайне интересуется яойем. Она начинает оказывать поддержку Кошачьему клубу.
Сэйю: Кэй Мидзусава
Юико Амаха (яп. 天羽 結子 Амаха Юико) — Мать Миу. Её часто принимают за старшую сестру Миу в силу молодой внешности. Выпускница академии Юихимэ и подруга Ранки. В её дому живут два кота, Домон и Карин. Её муж живёт в другом городе.
Сэйю: Митиру Юимото
Элеонора Сьюэлл (яп. エレノア・シーウェル) — Мать Анджелины. Англичанка, живущая в Великобритании вместе с мужем. Выпускница академии Юихимэ.
Сэйю: Аканэ Томонага
Сэцу Ономия (яп. 小野宮 セツ Ономия Сэцу) — Бабушка Юцуки. Персонаж, появляющийся только в PSP-версии игры.
Сэйю: Икуко Тани
Рио Инуи (яп. 乾 理央 Инуи Рио) — Маленький брат Саны, пока ещё не ходящий в школу. Именно он является причиной, по которой Сане не нравятся мальчики (а Рио в свою очередь ненавидит девочек из-за своей сестры).
Сэйю: Мами Фудзита
Пання (яп. ぱんにゃ) — Забавное существо, похожее на кошку. Она живёт на территории академии Юихимэ. Очень близка к Миу.
Сэйю: Харуми Сакураи

## Разработка
Mashiroiro Symphony является девятой игрой, разработанной компанией Palette, предыдущими работами которой являлись такие наименования, как Moshimo Ashita ga Hare Naraba и Sakura Strasse. Над созданием сценария трудились несколько человек: Ходзуми К (сюжетные линии Айри и Анджелины), Харэ Китагава (сюжетная линия Сакуно), Оргэл (сюжетные линии Миу и Саны). Созданием дизайна персонажей и графического оформления занимались два человека: Цубасу Идзуми (дизайн женских персонажей) и Тамахиё (дизайн Синго Урю и Хаяты Мукунаси). Музыка для игры была создана Бартоном.
Визуальный роман был первоначально выпущен 30 октября 2009 года для операционной системы Microsoft Windows. Издание для PlayStation Portable с вырезанными эротическими сценами под названием Mashiroiro Symphony: *mutsu no Hana было создано HuneX и выпущено Comfort 30 июня 2011 года.

## Адаптации

### Манга
На основе оригинальной игры японским художником по имени Футаго Минадзуки было создано три манга-адаптации, которые публиковались в журнале Comp Ace. Первая манга, в которой главной героиней является Айри Сэна, публиковалась в период между ноябрём 2009 года и октябрём 2010 года. Двенадцать отдельных глав позднее были объединены в два танкобона, издательством которых с 26 апреля 2010 года по 25 сентября 2010 года занималась компания Kadokawa Shoten. Вторая манга Mashiroiro Symphony: Wind of Silk (яп. ましろ色シンフォニー -Wind of silk-), покрывающая историю Саны Инуи, публиковалась на страницах Comp Ace с апреля по сентябрь 2011 года. Шесть глав были объединены один том, выпущенный 26 августа 2011 года. Третья манга Mashiroiro Symphony: Twinkle Moon (яп. ましろ色シンフォニー -Twinkle moon-), где рассказывается история Юцуки Ономии, публиковалась с октября 2011 года по январь 2012 года. Четыре главы были объединены в один том, выпущенный 26 декабря 2011 года. Антология манги под названием Magi-Cu 4-koma Mashiroiro Symphony была выпущена компанией Enterbrain 25 марта 2010 года.

### Drama CDs
Компания Lantis выпустила четыре диска Drama CD под общим названием Mashiroiro Symphony Original Drama CD Series. В каждом диске разыгрывался сюжет для одной из четырёх героинь: Айри (Dotera, Mō Icchaku (яп. どてら、もう一着), дата выпуска — 21 июля 2010 года), Сакуно (Nichiyōbi ni wa Te o Tsunaide (яп. にちようびには手をつないで), дата выпуска — 25 августа 2010 года), Анджелины (Tenshi ni wa Shukufuku no Mabushisa o (яп. 天使には祝福のまぶしさを), дата выпуска — 22 сентября 2010 года), и Миу (Haru wa Omochi no Yakegoro (яп. 春はお餅のやけごろ), дата выпуска — 27 октября 2010 года).

### Радиопостановки
Радиопостановка Nuko-Radi! Nukumori ga Koishiku Naru Radio (яп. ぬこラジ!〜ぬくもりが恋しくなるラジオ〜) начала вещание 4 октября 2011 года. Она была создана при поддержке Lantis и выпускалась еженедельно. В ней принимали участие Такахиро Мидзусима и Рёко Оно, озвучивавшие Синго и Айро соответственно. Открывающая композиция Niji no Asa ni (яп. 虹の朝に) была исполнена певицей Тёутё, а закрывающая тема Suisai Candy (яп. 水彩キャンディー) — группой Marble.

### Аниме
12-серийная аниме-адаптация, названная Mashiroiro Symphony: The Color of Lovers (яп. ましろ色シンフォニー -The color of lovers-), была создана на студии Manglobe режиссёром Эйдзи Суганумой. Показ прошёл между 5 октября и 21 декабря 2011 года по каналу TV Aichi. За основу взята игровая сюжетная линия Миу с добавлением части других, в особенности линии Саны из PSP-версии. Сценарий аниме был написан Team Rikka, а аниматор Тосиэ Кавамура при создании дизайна придерживался оригинальных концепций создателей игры. Музыка была создана Нидзимэ, звукорежиссёром выступил Сатоси Яно. Аниме, содержащее английские субтитры, планируется к выпуску в форматах Blu-ray Disc и DVD в период между 25 января и 27 июня 2012 года. Компания Sentai Filmworks лицензировала аниме в Северной Америке и начнёт выпуск в 2012 году.
| 01 | Pure White-Colored Meeting «Mashiro-iro no Deai» (ましろ色の出会い)             | 5 октября 2011  |
| Однажды ночью, возвращаясь домой из магазина, Сакуно Урю теряется и звонит своему старшему брату Синго с просьбой найти её. Сакуно долгое время проводит на улице, и ей помогает прохожая, предложившая позвонить Синго. Вскоре Синго приходит в парк и находит там Сакуно и Айри Сэну — девушку, которая помогла Сакуно. Синго, Сакуно и их друг Хаята Мукунаси переводятся в частную женскую академию Юихимэ. Войдя на территорию школы, они встречают Анджелину Сьюэлл, ученицу и школьную горничную. Айри силой приводит свою мать (директора школы), чтобы та встретила группу новых учеников. Айри даёт понять Синго и остальным, что она против того, чтобы мальчики учились в женской школе. |                                                                                 |                 |
| 02 | Rejection-Colored Cooking «Kyozetsu-iro no Kukingu» (きょぜつ色のクッキング)    | 12 октября 2011 |
| После заявления Айри среди учеников академии Кагамидай царит напряжённая атмосфера. Синго понимает, что только Айри может исправить такое положение. Анджелине нравится мысль, что в школе теперь больше учеников, и ей прибавится работы. Синго попадает в несколько неловких ситуаций: он случайно заходит в ванную, пока там находится Айри, а потом открывает дверь в классную комнату, которая оказалась женской раздевалкой. Во время еды Синго встречает Миу Амаху, дружелюбную ученицу третьего класса, которая ищет существо по кличке Пання. Во время готовки риса мальчики следуют положительному примеру Синго, и вскоре общая обстановка улучшается. Риса получается слишком много, но общими усилиями его удаётся съесть. На следующий день Синго и Айри избираются представителями класса. |                                                                                 |                 |
| 03 | Frustration-Colored Palpitation «Iraira-iro no Dokidoki» (イライラ色のドキドキ) | 19 октября 2011 |
| Первоначально Синго плохо справляется с обязанностями представителя класса, что раздражает Айри. Несмотря на то, что Синго пытается быть дружелюбным с ней, она по-прежнему настаивает на том, что никогда не уживётся с мальчиками, и просит Синго уйти. Поздно ночью Синго видит Панню, которая приводит его в сарай. Оказавшаяся внутри Миу объясняет, что здесь находится Кошачий клуб, основной задачей которого является забота о раненых животных, которые затем будут возвращены на волю. Миу просит Синго присоединиться к клубу. Синго приспосабливается к работе представителя и теперь гораздо быстрее делает свою работу. Однажды вечером, когда Айри вынуждена уйти пораньше по личным делам, Синго предлагает завершить работу за неё, если она поможет ему подготовиться к предстоящим экзаменам. Айри вынуждена согласиться. Позднее Синго в компании сестры, Миу и Анджелины идёт в супермаркет, где видит Айри. |                                                                                 |                 |
| 04 | Airi-Colored Secret «Airi-iro no Himitsu» (アイリ色のひみつ)                    | 26 октября 2011 |
| Айри объясняет друзьям, что живёт одна и не имеет достаточно денег для жилищных расходов. Возвращаясь из магазина, Синго и остальные останавливаются в доме Айри и помогают ей приготовить обед. Айри просит их не говорить никому о её жизненной ситуации, чтобы сохранить имидж. На следующий день Айри ест ланч, который ей приготовили гости. Айри держит своё слово и помогает Синго подготовиться к экзаменам, к ним также присоединяются Сакуно, Анджелина, Миу и Сана. На другой день Синго и девушки после окончания учёбы решают отпраздновать день рождения Айри. Айри всё больше сближается с ними. После окончания экзаменов Айри начинает обращаться к Синго без использования именного суффикса, он отвечает ей тем же. |                                                                                 |                 |
| 05 | You-Colored Maid «Anata-iro no Meido desu» (あなた色のメイドです)               | 2 ноября 2011   |
| Айри осознаёт, что влюбилась в Синго, и хочет подтвердить, что теперь она смотрит на него не так, как на других парней. Синго подслушивает разговор директора и узнаёт, что Кошачий клуб планируется распустить в связи с жалобами от учеников. Анджелина начинает видеть в Синго соперника, ведь он постоянно всем помогает. Когда они случайно сталкиваются друг с другом, и её головной убор спадает, она неожиданно начинает плакать и вести себя по-детски. Синго узнаёт, с чем было связано подобное поведение, а Анджелина замечает, что он очень внимателен и тактичен по отношению к окружающим. На следующий день Анджелина бегает вокруг школы в поисках работы, но ей не везёт. Айри замечает расстроенную Анджелину и пытается развеселить её. Анджелина бежит к Синго и просит его стать её хозяином. |                                                                                 |                 |
| 06 | Groping-Colored Bath Time «Tesaguri-iro no Basu Taimu» (てさぐり色のバスタイム) | 9 ноября 2011   |
| Анджелина приходит в дом Синго и Сакуно, но узнаёт, что все домашние дела уже сделаны. Сакуно и Анджелина вместе готовят обед, при этом Анджелина очень усердствует. Синго вступает в Кошачий клуб и помогает Сане размещать на территории школы плакаты клуба. Той же ночью директор сообщает Анджелине, что без неё стало очень трудно, и та с радостью возвращается в академию, тем не менее она всё ещё считает Синго своим хозяином. Плакаты клуба были сняты, а многие из них сожжены. Чтобы спасти Кошачий клуб от роспуска, Сакуно и Анджелина присоединяются к нему и помогают в поиске шестого члена. Синго и Айри промокают под дождём, и Айри предлагает отправиться к ней в дом. Она предлагает ему принять ванну перед уходом, а Синго не хочет доставлять ей неудобства. В конце концов, они принимают ванну вместе при выключенном свете. На следующий день Айри решает присоединиться к клубу, хотя она и плохо ладит с животными. |                                                                                 |                 |
| 07 | Twilight-Colored Swing «Tasogare-iro no Buranko» (たそがれ色のブランコ)         | 16 ноября 2011  |
| Теперь, когда в Кошачьем клубе состоят шесть человек, его официально признаёт директор. Синго и остальным приходится приходить рано утром, чтобы позаботиться о животных. Миу приглашает Синго и Сану пойти с ней за покупками вещей для клуба; Сана недовольна тем, что Миу пригласила Синго. Ей также не нравится, что Миу и Синго теперь обращаются друг к другу по имени, и то, что Миу делится с Синго какао, который ей дала Сана. На другой день, когда Синго и Сана остаются одни в клубе, Сана использует компресс на больной шее Синго. Синго узнаёт о слухе, что он и Сана якобы встречаются. Распространение слуха косвенно связано с Миу. Синго рассказывает об этом Сане, она обещает всё прояснить. Синго и Сана начинают звать друг друга по имени, хотя Сана по-прежнему огорчена, так как считает, что ему нравится Миу. Находясь в комнате клуба, Миу засыпает на плече у Синго. |                                                                                 |                 |
| 08 | Kitten-Colored Black and White «Koneko-iro no Kuro to Shiro» (こねこ色の黒と白) | 23 ноября 2011  |
| Сана находит двух котят (чёрного и белого) и приносит их в клуб. Но никто не может взять их к себе домой, и поэтому члены клуба решают оставить их в сарае, пока не найдут для них новый дом. Попытки расспросить окружающих о возможном доме для котят ни к чему не приводят. Синго видит исцарапанные пальцы Миу. Сана говорит ему, что Миу позволяет животным кусать себя, давая понять, что не причинит им вреда. Пользуясь случаем, Сана интересуется, что Синго думает о Миу. Когда Синго рано приходит в школу, он узнаёт, что Миу всю ночь провела с котятами. Он просит Миу не перетруждаться, их разговор слышит Сана. Позднее она просит Миу о том же самом. Миу спрашивает у Саны, что она думает о Синго. Позже члены клуба при попытке придумать котятам имена обнаруживают, что чёрный котёнок откликается на имя Синго, а белый — на имя Миу. Директор выражает беспокойство по поводу того, что в клубе становится всё больше животных, и хочет убедиться, что клуб сможет позаботиться обо всех. Синго просит Миу пойти домой и отдохнуть. Когда он снова приходит в сарай, то слышит от Саны, что Миу срочно вызвали на работу. Синго бежит к Миу, а когда находит её, она падает в обморок. |                                                                                 |                 |
| 09 | Same-Colored Couple «Onaji-iro no Futari» (おなじ色のフタリ)                    | 30 ноября 2011  |
| Синго приводит Миу в свой дом, чтобы она поспала; наутро Миу возвращается к себе. Синго и Сана затем обнаруживают Миу, которая ищет котят в сарае. Советник Кошачьего клуба, Мати Яцудзука, уже отдала котёнка Миу своим друзьям, но второго они взять не смогли. Сана вызывается взять котёнка Синго к себе домой, несмотря на протест Миу. Миу приглашает Синго к себе в дом. Синго знакомится с матерью Миу, которую поначалу принимает за её старшую сестру. Она говорит, что её любовь к животным связана с детской травмой, когда её домашняя кошка умерла. Синго покидает дом Миу, но вскоре возвращается, забыв там свой мобильный телефон. На следующий день Сана убегает из клуба, заметив сильные изменения в отношении друг к другу Синго и Миу. Айри останавливает её и высказывает предположение, что она так расстроена из-за Синго. |                                                                                 |                 |
| 10 | Tear-Colored Rain Shelter «Namida-iro no Amayadori» (なみだ色の雨やどり)        | 7 декабря 2011  |
| Айри считает, что Сана скрывает свои чувства к Синго. За обедом Сана упоминает, что котёнок Синго не прижился в её доме за эту неделю. Члены клуба проводят уборку помещения, Миу просит Сану и Синго выйти и помыть ёмкости для рыбы. Когда они возвращаются, то видят, что их советник принесла котёнка Миу, которую новые хозяева вынуждены были вернуть. Сана говорит, что возьмёт в свой дом и второго котёнка, и отправляется за чёрным котёнком. Айри пытается остановить её, но тщетно. Миу объясняет Синго, что у Саны аллергия на кошек, и поэтому она была против того, чтобы Сана взяла котят себе. Миу также говорит, что когда она впервые встретила Панню, та была ранена; поэтому Миу собирается в скором времени отпустить Панню на волю. Тронутый добротой Миу, Синго признаётся ей в любви. Миу отвечает взаимностью, и они обнимаются. Сана, ставшая свидетелем этого, в истерике убегает под дождь и плачет, сидя на качелях и держа в руках двух котят. Айри пытается её успокоить, и Сана плачет у неё на плече. |                                                                                 |                 |
| 11 | Pure White-Colored Symphony «Mashiro-iro Shinfonī» (ましろ色シンフォニー)       | 14 декабря 2011 |
| Сана пропускает школу, а Айри прикрывает её, сказав, что она простудилась. Синго вместе с Миу готовится к экзаменам в её доме. Сана предлагает Синго вместе отправиться за подарком для Миу, но Айри считает, что Сана так сделает себе только больнее. Сана, всё ещё любящая Синго, отвечает Айри, что ей будет достаточно всего лишь слышать его голос. Возвращаясь с подарком, Синго покупает Сане двух игрушечных котят, белого и чёрного. На Рождество Синго встречает Миу после работы, и они идут к нему в дом. Между тем Сакуно, Анджелина и Сана идут в дом Айри. Анджелина рассказывает, что сейчас процесс слияния двух школ испытывает трудности, и в худшем случае объединение может сорваться. Девушки отправляются в парк и играют на снегу. |                                                                                 |                 |
| 12 | Beginning-Colored Season «Hajimari-iro no Kisetsu» (はじまり色の季節)           | 21 декабря 2011 |
| Анджелина, Айри и Сакуно видят существо, похожее на Панню, и вскоре понимают, что это её мать. Члены Кошачьего клуба осознают, что должны вернуть Панню к семье, хотя это очень тяжело для Миу. Айри поражена тем, что Миу всё ещё может улыбаться вопреки мысли, что ей придётся расстаться с Панней. Айри организовывает собрание учеников. Миу старается выглядеть весёлой, но не выдерживает и плачет на плече у Синго. После разговора с матерью Миу всё же решается отпустить Панню. Члены клуба идут в лес, где Миу когда-то нашла Панню, и Пання воссоединяется с семьёй. Проходит время, весной процесс слияния школ успешно завершился. После выпуска Миу Сана стала президентом клуба. Синго и Миу проводят время у цветущих деревьев, а затем возвращаются в лес и видят в кустах хвост Панни. |                                                                                 |                 |

## Музыка
В визуальном романе Mashiroiro Symphony содержится три основных песни: открывающая композиция Symphonic Love (яп. シンフォニック・ラブ) (исполнитель — Миюки Хасимото), песня Sayonara Kimi no Koe (яп. さよなら君の声) (исполнитель — Аки Мисато), и закрывающая композиция Kimi-Iro Mirai (яп. キミイロミライ) (в исполнении ЯIRE). Оригинальный саундтрек был выпущен компанией Palette 27 декабря 2009 года. Открывающая тема PSP-версии — Yumemiru Mama ni Koi o Shite (яп. 夢見るままに恋をして) (Хасимото). Альбом с песнями character song под названием Mashiroiro Symphony Original Drama Series Sound Portrait был выпущен компанией Lantis 24 ноября 2010 года. Сборник содержал композиции из аудиопостановок, а также песни Хасимото, Мисато, CooRie и ЯIRE.
Аниме-сериал содержит две основные песни: открывающую заставку Authentic Symphony и закрывающую тему Suisai Candy (яп. 水彩キャンディー). В последнюю серию аниме также включена композиция Sayonara Kimi no Koe. Сингл Authentic Symphony был выпущен 26 октября 2011 года, а Suisai Candy — 9 ноября 2011 года. Две песни персонажей в исполнении сэйю были выпущены Lantis. Первая песня Character Palette Vol. 1 в исполнении Рёко Оно и Май Гото была выпущена 23 ноября 2011 года. Вторая песня в исполнении сэйю Миу, Саны и Анджелины была выпущена 21 декабря 2011 года. Оригинальный саундтрек аниме, названный Mashiroiro no Melody (яп. ましろ色の旋律), был выпущен 25 января 2012 года.

## Отзывы
С июля по сентябрь 2009 года игра Mashiroiro Symphony занимала третье место в десятке наиболее востребованных компьютерных игр: в июле она была на десятом месте, к августу переместилась на седьмое, а к сентябрю — на первое. Mashiroiro Symphony дважды отмечалась в списках продаж национальных игр в Японии: она имела первое место в октябре 2009, и переместилась на 49-е в январе 2010 года.